# Jüdischer Friedhof (Rathenow)

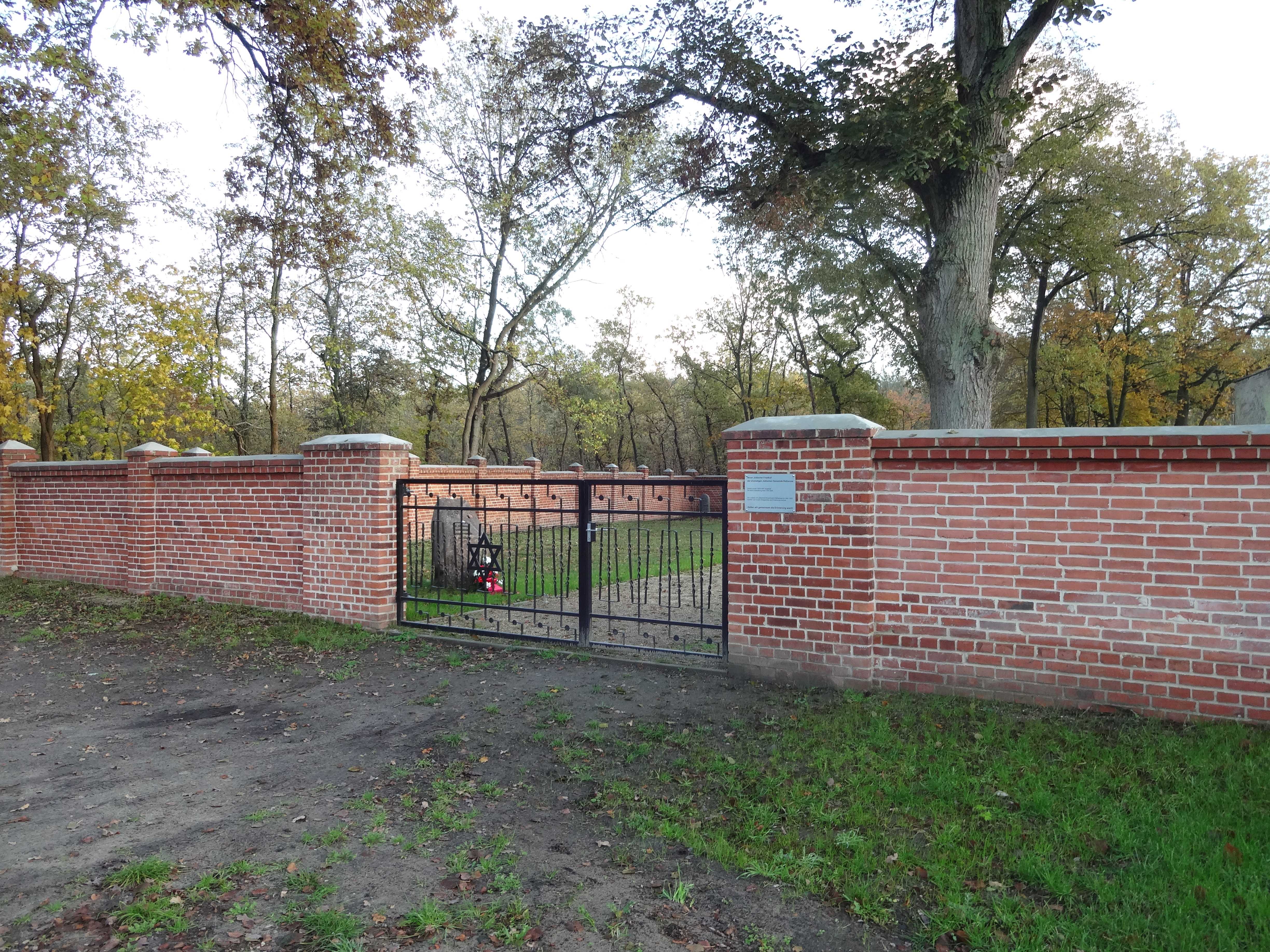
Jüdischer Friedhof Rathenow (10. November 2019)

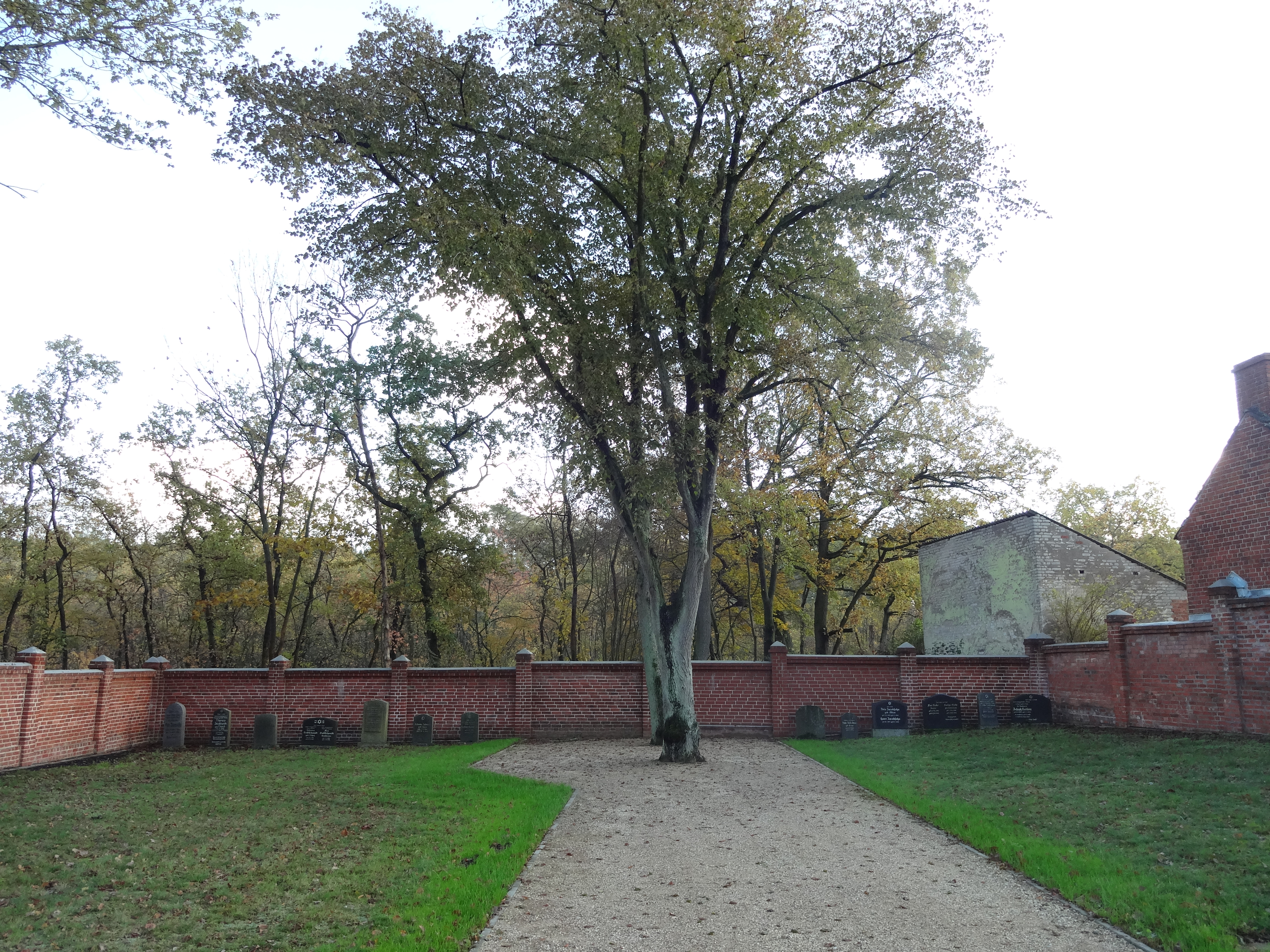
Jüdischer Friedhof Rathenow (10. November 2019)

Der Jüdische Friedhof Rathenow befindet sich in der Stadt Rathenow im Landkreis Havelland in Brandenburg. Der ca. 2000 m² große jüdische Friedhof, der sich im städtischen Besitz befindet, liegt östlich der Kernstadt Rathenow im Ortsteil Neu Friedrichsdorf südlich der B 188 an der Neufriedrichsdorfer Straße, nördlich direkt anschließend an den christlichen Friedhof. Es sind 13 Grabsteine vorhanden. Ein am 24. August 1997 auf dem Friedhof in der Nähe des Eingangs aufgestellter Gedenkstein mit Davidstern trägt die Aufschrift: „Den Rathenower Holocaustopfern jüdischen Glaubens zum Gedenken“.

## Geschichte
Der Friedhof wurde im Jahr 1906 angelegt und von 1916 bis Dezember 1941 belegt. In der NS-Zeit und danach wurde er zerstört und weitgehend abgeräumt. 1941 wurden die Grabsteine durch sechs Jugendliche (des „Jungvolks“) zerstört und ein größeres Loch in die Umfassungsmauer des Friedhofes geschlagen. Nach 1945 wurde der Friedhof als Müllhalde verwendet und in den 1970er Jahren als schlichte Grünfläche hergerichtet. Die aufgefundenen 13 Grabsteine wurden zunächst in einem Kiesbett im Halbkreis und 1993 auf einem Fundament entlang der östlichen Mauer aufgestellt. Bei der Sanierung des Friedhofes im Jahr 2019 wurde das Mauerwerk verbessert sowie das metallene Eingangstor und der Weg über das Gräberfeld saniert. Nach Abschluss der Arbeiten wurde der Friedhof neu eingeweiht.

## Alter jüdischer Friedhof
Vermutlich im 17. Jahrhundert konnte in Rathenow ein erster jüdischer Friedhof (erstmals 1699 genannt) angelegt werden. Bis zum Anfang des 20. Jahrhunderts wurde der auf einem Stadtplan von 1802 eingetragene Friedhof belegt, der südlich an das Gelände der 1926 eingeweihten Synagoge in der heutigen Wilhelm-Külz-Straße (früher: Fabrikenstraße) angrenzte. Auf Verlangen der Stadt Rathenow wurde er 1904 geschlossen und vermutlich in der NS-Zeit oder danach zerstört und abgeräumt. Von der Friedhofsmauer des Friedhofes, von dem heute nichts mehr erhalten ist, verschwanden 1961 die letzten Ziegelsteine.